# Medalion (dekoracja kobierca)

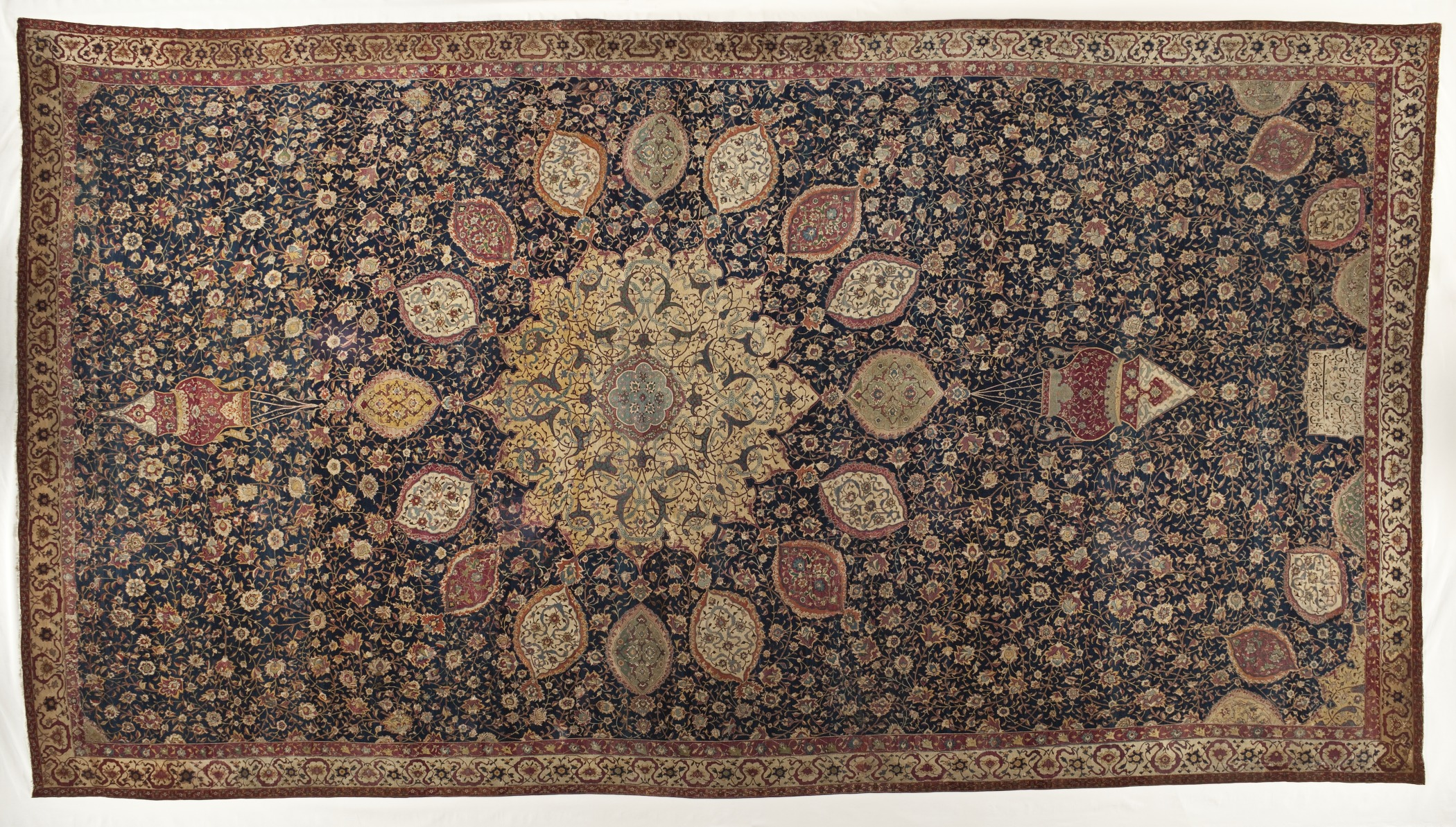
Kobierzec ardabilski z szesnastopłatkowym medalionem. Los Angeles County Museum of Art

Medalion – okrągły, owalny lub wieloboczny motyw dekoracyjny występujący w polu środkowym kobierców i dywanów, często wewnątrz zdobiony różnymi ornamentami.
Medaliony były charakterystyczne dla kobierców wiązanych pochodzących z Bliskiego i Dalekiego Wschodu w XV-XVIII wieku.
W Europie tego okresu najczęściej sprowadzano je, często na zamówienie, a powstające w Hiszpanii, Anglii czy Polsce były wzorowane, głównie na perskich.

Medaliony umieszczano centralnie w polu środkowym kobierca, pojedynczo lub po kilka.
Miały często znaczenie symboliczne – utożsamiano go ze słońcem, bogiem, najwyższymi sferami w kosmosie.

## Przykłady medalionów na kobiercach
- Charakterystyczne geometryczne medaliony występowały w tzw. uszakach, kobiercach z Anatolii. Najbardziej znane są kobierce typu holbein.
- XVI-XVIII wieczne kobierce perskie przeważnie były ozdobione medalionami (m.in. wielopłatkowymi), na przykład: Tzw. Kobierzec ardabilski z szesnastopłatkowym medalionem lub dwunastopłatkowy medalion na dywanach z manufaktury w Tebrizie. W XIX wiecznych tebrizach występował duży medalion pośrodku pola. W kobiercach meszhedach występowały medaliony umieszczone jeden w drugim.
- Kobierce typu sumak z Kaukazu posiadały gwiaździste medaliony, często po kilka w polu środkowym.
- Kobierce z Turkiestanu Zachodniego są dekorowane motywami geometrycznych medalionów, zwanych tam gulami, umieszczonych w równoległych rzędach, często połączone kratownicą. Gule bywały ośmioboczne lub romboidalne, jedne bardziej owalne, inne wydłużone[3].